# Mircea Mureșan
Mircea Mureșan (ur. 11 listopada 1928 w Sybinie, zm. 24 kwietnia 2020) – rumuński reżyser i scenarzysta filmowy. Twórca ponad 20 filmów fabularnych i telewizyjnych. 
W 1955 ukończył studia na Wydziale Reżyserii na Narodowym Uniwersytecie Sztuki Teatralnej i Filmowej im. I.L. Caragiale (UNATC) w Bukareszcie. Laureat nagrody za najlepszy debiut na 19. MFF w Cannes za swój najsłynniejszy film Pałace w płomieniach (1966). Ta historyczna opowieść o powstaniu chłopskim z 1907 była pierwszym oficjalnym rumuńskim kandydatem do Oscara dla najlepszego filmu obcojęzycznego.